# Hargreaves Lake
Hargreaves Lake är en sjö i Kanada.   Den ligger i provinsen British Columbia, i den centrala delen av landet, 3 200 km väster om huvudstaden Ottawa. Hargreaves Lake ligger 1 868 meter över havet. Arean är 0,17 kvadratkilometer.Den sträcker sig 0,6 kilometer i nord-sydlig riktning, och 0,6 kilometer i öst-västlig riktning.
Trakten runt Hargreaves Lake är permanent täckt av is och snö. Trakten runt Hargreaves Lake är nära nog obefolkad, med mindre än två invånare per kvadratkilometer.